# 格里戈里·罗德琴科夫
格里戈里·米哈伊洛维奇·罗德琴科夫（俄语：Григорий Михайлович Родченков，1958年10月24日—），俄罗斯反兴奋剂实验室前主任。罗德琴科夫在2005年到2015年参与俄羅斯政府支持的掩蓋工作，研制兴奋剂并分发给了数以千计的俄罗斯奥运选手以協助他們獲取獎牌。他在2016年作为吹哨人協助揭发了俄罗斯复杂而广泛的兴奋剂体系，並獲得独立的麦克拉伦报告证实，以致俄罗斯从2016年里约奥运会开始遭部分禁赛并从2018年平昌冬奥会开始遭全面禁赛。
因为羅德琴科夫很可能成為俄罗斯特工的报复目标，他正於美国接受证人保护。而不幸的是，包括罗德琴科夫的朋友尼基塔·卡马耶夫在内的两名主要的反兴奋剂管理者，在罗德琴科夫公开他的研究之前的几个月内离奇死亡。

## 生平
2005年，罗德琴科夫成为俄罗斯反兴奋剂实验室主任並開始負責禁藥工作。他和他的赛跑冠军妹妹玛利亚·罗德琴科娃在2011年因向俄罗斯运动员贩卖提高成绩的药物而被第三方调查，并被當局勒令隐瞒阳性药检结果。为避免被捕，罗德琴科夫企图自杀，之后被送往医院。忽然間，俄罗斯藥檢官员最终放弃了对他的指控，他在2012年伦敦奥运会和2014年索契冬奥会上則繼續合作參與俄罗斯兴奋剂计划。罗德琴科夫声称释放他的命令来自俄罗斯总统普京本人。然而，他的妹妹被定罪并判处一年半有期徒刑。
英国记者尼克·哈里斯说，他（哈里斯）已于2013年7月初向国际奥委会提交有關该实验室的指控。世界反兴奋剂机构官员和国际奥委会委员随后分别于2015年3月26日和2015年6月30日接连采访了罗德琴科夫。在两次采访中，罗德琴科夫承认他故意减少了1417份样本，以减小世界反兴奋剂机构的审计范围，并销毁随后由另一个驻世界反兴奋剂机构的实验室的分析，其中可能发现潜在不利结果。2015年11月，世界反兴奋剂机构在收到对于俄罗斯国家兴奋剂体系的指控后暂时停止了该实验室。2016年2月，俄罗斯反兴奋剂机构的两名前管理者维亚切斯拉夫·西涅夫和尼基塔·卡马耶夫离奇死亡。由于担心自己的安全问题，罗德琴科夫逃往美国。
罗德琴科夫在索契冬奥会上与另一位吹哨人维塔利·斯捷潘诺夫讨论了兴奋剂问题，后者在前者不知情的情况下记录了15个小时的谈话内容。罗德琴科夫还向纽约时报提供了详细信息，声称俄罗斯联邦安全局（FSB）涉嫌掩盖阳性药检样本。2016年7月，一份由世界反兴奋剂机构委托的独立调查“麦克拉伦报告”在进行目击者访谈、复审数千份文件、对硬盘进行网络分析、对尿液样本收集瓶进行法医鉴定以及对单个运动员的样本进行实验室分析后发现了确凿证据，称莫斯科实验室“在国家的监督和控制下运作”、“其员工被要求成为使俄罗斯运动员在比赛中凭兴奋剂取得胜利的国家体系的一部分”。
2016年12月9日，麦克拉伦发表了他的独立报告的第二部分。调查显示，从2011年到2015年有来自各种运动项目（包括夏季、冬季和残疾运动）的多于1000名俄罗斯运动员受益于兴奋剂。电子邮件表明，其中甚至包括了五名可能在不知情的情况下，被迫接受药物的盲人举重选手和一名十五岁的青年等人。

## 反应

### 俄罗斯
索契冬奥会结束后，俄罗斯总统普京授予罗德琴科夫友谊勋章。2016年，在兴奋剂指控被广泛报道后，普京称罗德琴科夫为“一个拥有可耻的声誉的人”。
据俄罗斯塔斯社报道，体育部长帕维尔·科罗布科夫说，调查委员会发现没有证据支持国家实施兴奋剂体系，该委员会寻求将在美国接受证人保护的罗德琴科夫引渡回国。尽管俄罗斯官员声称该体系不存在，但国际奥委会加拿大籍委员迪克·庞德说：“经验证据完全相反，所以我认为我们在俄罗斯新闻报道中看到的只是说给国内人听的。”

### 国际组织
麦克拉伦报告指出，罗德琴科夫是“为了掩盖阳性的兴奋剂测试结果而向运动员索取金钱的阴谋的组成部分” 。它还发现罗德琴科夫的说法是真实的。
2017年11月，一个国际奥委会小组得出结论：“无论他的动机以及过去犯下的错误如何，罗德琴科夫博士在解释他管理的掩饰方案时都说了实话。”
2017年12月5日，国际奥委会宣布立即禁止俄罗斯奥委会参加2018年冬奥会。

之后，罗琴科夫的律师吉姆·瓦尔登发表声明。
“正如世界所见，罗琴科夫博士为俄罗斯国家资助的兴奋剂体系提供了可信和无可辩驳的证据。” 瓦尔登在一份声明中说。
“俄罗斯的一贯否认缺乏可信性，未能提供所有证据进一步证实了它的高度共谋。”
他称赞国际奥委会的决定“发出了一个强有力的信号，表示它不会容忍任何国家的国家欺骗行为”。